# 南美祖魯鱨
南美祖魯鱨，為輻鰭魚綱鯰形目長鬚鯰科的其中一種，分布於南美洲巴拉那河及巴拉圭河流域，體長可達140公分，棲息在河川底水域，屬肉食性，生活習性不明。